# 伊澤拉河畔巴科夫

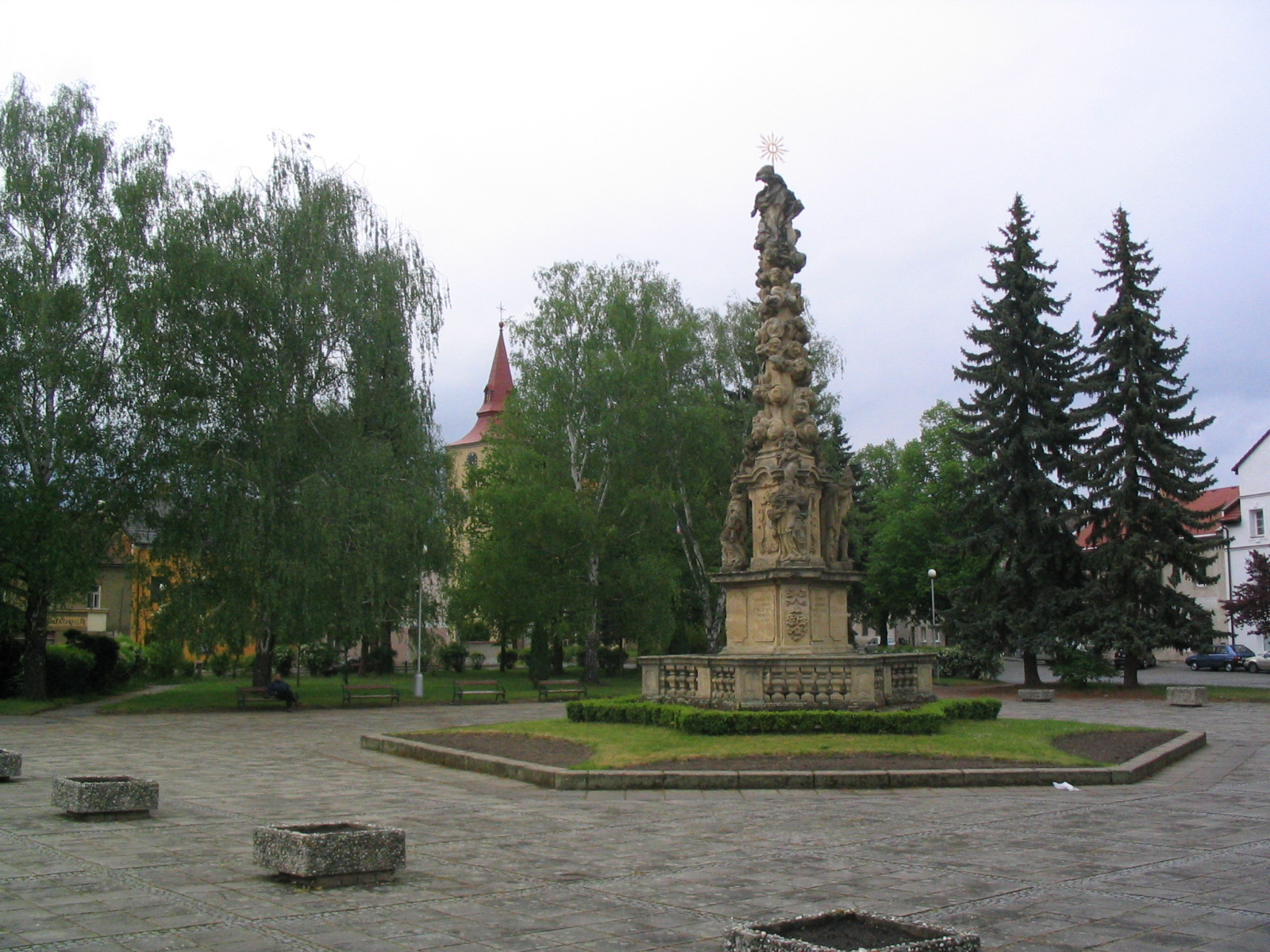

伊澤拉河畔巴科夫是捷克的城鎮，位於該國西北部，距離姆拉達-博萊斯拉夫10公里，由中波希米亞州負責管轄，面積27.01平方公里，海拔高度217至224米，2011年人口達到5,004。

## 外部連結
- Municipal website （页面存档备份，存于）